# Dregeno

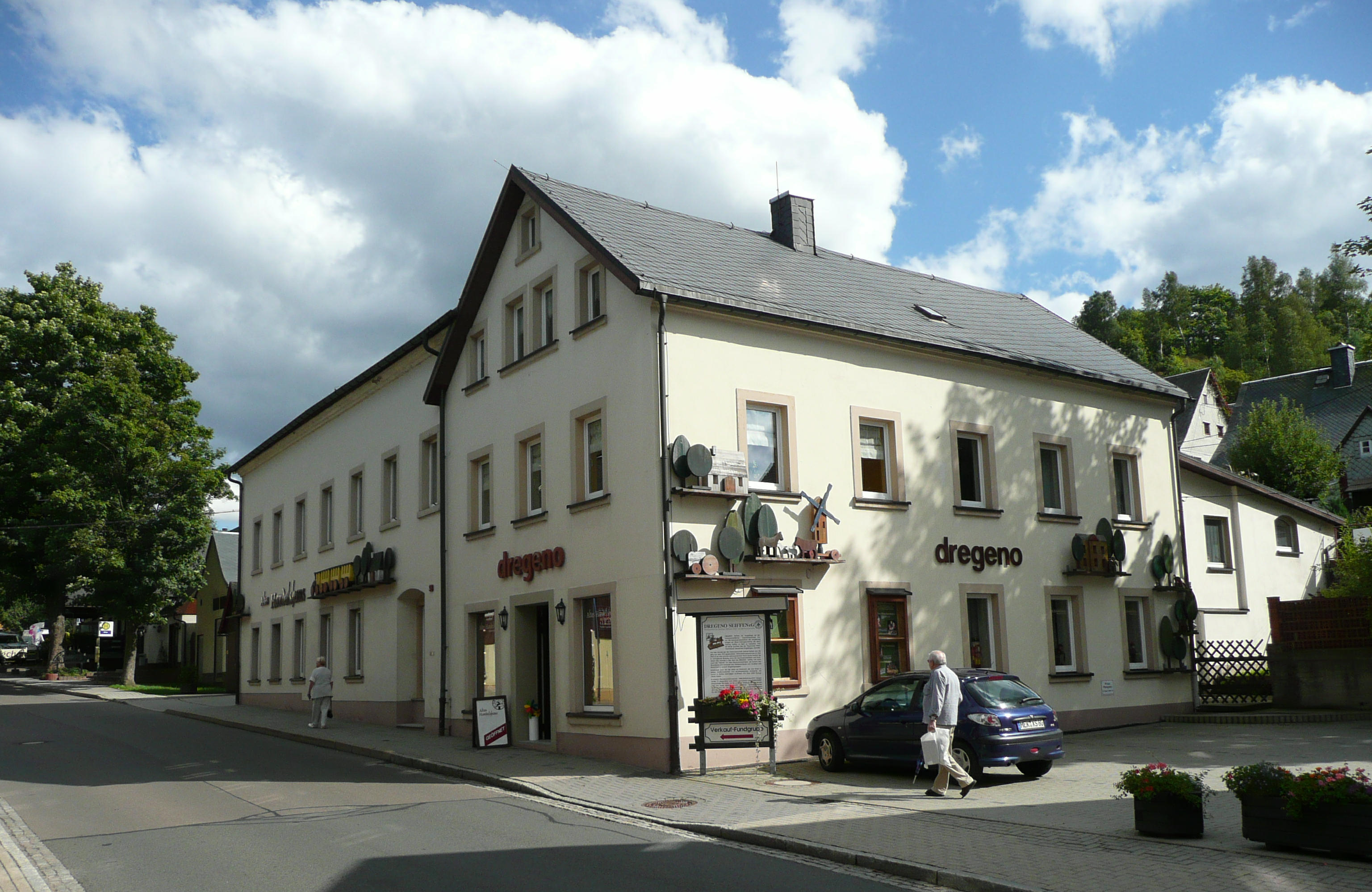
Hauptgebäude der DREGENO in Seiffen

Dregeno ist die Abkürzung für die Genossenschaft der Drechsler, Bildhauer, Holz- und Spielwarenhersteller in Seiffen im Erzgebirge. Die Dregeno Seiffen ist eine Vereinigung von über 140 erzgebirgischen Handwerkern und Handwerksbetrieben, die vorrangig in und um Seiffen im sogenannten „Spielzeugwinkel“ ansässig sind.

## Ausbildungsstätte
Die Dregeno hat einerseits Bedeutung als Markenname für viele typische Erzeugnisse Erzgebirgischer Volkskunst:
- Flügelpyramiden,
- Räuchermänner,
- Nussknacker,
- Holzfiguren (Weihnachtsengel, Bergleute, Reifentiere usw.) und
- Schwibbögen.

Darüber hinaus konnten unter dem Dach der Dregeno einzigartige handwerkliche Fertigkeiten wie das Reifendrehen und das Spanbaumstechen erhalten und weiterentwickelt werden. Hierzu wurde eine eigene Ausbildungsstätte gegründet, die nun schon seit über 70 Jahren existiert. Dabei hat die Dregeno im Sinne einer Genossenschaft die Eigenständigkeit der Einzelbetriebe erhalten und gleichzeitig das Anschaffen und Betreiben teurer Einrichtungen für die Gemeinschaft ermöglicht.

## Entstehung
Die Geschichte der Holzspielzeugherstellung im Erzgebirge und der Bildung von Genossenschaften ist eng verknüpft mit den regionalen Rahmenbedingungen. Das Erzgebirge war viele Jahrhunderte eine Landschaft, die die einheimische Bevölkerung nur schwer ernähren konnte. Lange und harte Winter schränkten die Landwirtschaft ein, die Region war nur sehr schlecht verkehrlich erschlossen und der gefährliche Erzbergbau konnte nur die jungen und kräftigen Männer mit Arbeit versorgen. Aus der Not heraus entstand die Holzspielzeugfertigung als wichtige Nebenerwerbsquelle. Trotz Kinderarbeit und langer Arbeitszeiten waren die Verdienste sehr gering und wurden zudem durch die aufkaufenden Händler, die versuchten die Preise zu drücken, oft weiter geschmälert. 
Die Bildung von Zusammenschlüssen und Genossenschaften (wie z. B. der im Jahr 1919 gegründeten Dregeno) war somit die Folge, um ein Minimum an Einkommen zu sichern.

### Vertrieb
Die Dregeno hatte auch im Vertrieb von Zubehör für Modelleisenbahnen einen Namen. In den 1950er Jahren wurden durch die Werkstatt Pflugbeil aus Seiffen Bahnhöfe, Bahnsteige, Stellwerke und andere Bahngebäude für die Spurweiten 00 und S in einer regionaltypischen Holzbauweise gefertigt. Ebenfalls bei Sammlern sehr bekannt und begehrt sind die kleinen Fahrzeuge, Feuerwehren und Fuhrwerke aus Holz mit den Drahträdern. Hinzu kommen kleine Holzfiguren – in einer einfachen gedrechselten Form mit glattem Gesicht und in einer aufwändigen geschnitzten Form mit erkennbarer Nase („Nasenmännel“). Anhand bestimmter Merkmale, Farben und Stempel kann der erfahrene Sammler die Herstellerwerkstatt erkennen.